# Boku Girl
Boku Girl (japonsky ボクガール, Boku gáru) je romantická a komediální manga. Jejím autorem je Akira Sugito. Byla vydávána nakladatelstvím Šúeiša od 12. prosince 2013 do 12. května 2016 v časopisu Šúkan Young Jump. Dohromady vzniklo jedenáct svazků mangy. Spin-off s názvem Boku Girl: Boku no Arbeit byl publikován roku 2015.
Hlavní postavou příběhu je Mizuki Suzuširo, který je popisován jako mladý a zženštilý muž. Jednoho dne si ho norská bohyně Loki vybere jako terč magického vtípku. Mizuki se pak ráno probudí s ženskými partiemi. Ten díky přeměně začne postupně objevovat a prozkoumávat svoji sexualitu. Během toho, co se snaží s přeměnou sžít, jej podporuje Takeru Ičimondži, kamarád z dětství, a Jumeko Fudžiwara, spolužačka, do které se Mizuki zamiloval.
Manga byla pozitivně přijata kritiky, kteří chválili její komediální a romantické prvky, její výtvarný styl a vzhled postav a také použití transsexuálních témat. Mangu přijali pozitivně i čtenáři, a to ve většině demografických skupin. Mnoho kopií mangy bylo zakoupeno ženami. Za takovýmto úspěchem stál z jedné části příběh a výtvarný styl a z druhé popularita feminizace a homosexuality v manze.

## Příběh
Hlavní postavou příběhu je Mizuki Suzuširo. Ten je na počátku mangy popisován jako středoškolský student, který je krásný jako žena a nejistý kvůli nedostatku mužnosti. Mizuki je tak mnohdy zaměňován za ženu a muži s ním flirtují. Jednoho dne se norská bohyně lsti Loki rozhodne pohrát s lidmi a za svůj cíl si vybere Mizukiho. Ten se druhého dne ráno probudí a šokovaný zjistí, že má prsa a vagínu. Přestože je původně proti takové přeměně, tak postupně prozkoumává a objevuje svoji sexualitu. Postupem času se přizpůsobuje a je rád, že je ženou. Tím se vyvíjí a potvrzuje Mizukiho skryté ženství.

## Postavy
- Mizuki Suzuširo (japonsky 鈴白 瑞樹, Suzuširo Mizuki)[4]
- Takeru Ičimondži (japonsky 一文字 猛, Ičimondži Takeru)[4]
- Jumeko Fudžiwara (japonsky 藤原 夢子, Fudžiwara Jumeko)[4]
- Loki (japonsky ロキ, Roki)[4]

## Média

### Manga

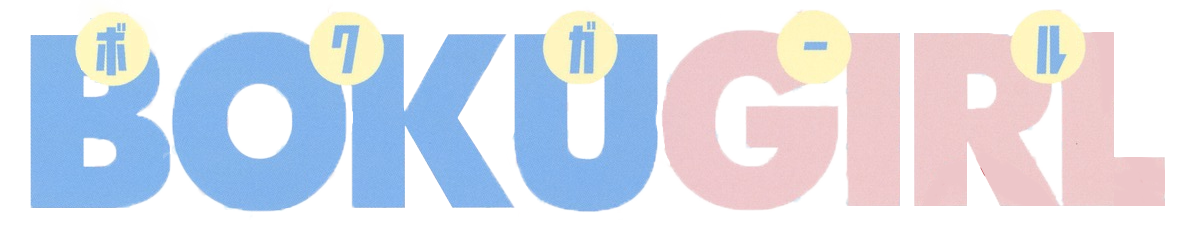
Počínaje šestým svazkem se logo a obálky mangy změnily

Spisovatelem a ilustrátorem mangy Boku Girl je Akira Sugito. Původně byla vydávána nakladatelstvím Šúeiša v jejich časopisu Šúkan Young Jump, a to od 12. prosince 2013, čísla 2014/2, do 12. května 2016, čísla 2016/24. Šúeiša vydala kapitoly mangy prostřednictvím své obchodní značky Young Jump Comics v jedenácti svazcích. Svazky byly publikovány i digitálně na aplikaci Jandžan.
Mangu mimo jiné propagovalo i reklamní zboží. V roce 2015 byly vyrobeny polštáře dakimakura s postavou Mizuki a roku 2016 byla představena bišódžo figurka Mizuki. Nakladatelem čínské verze mangy je společnost Chingwin Publishing Group.
Obálky svazků mangy byly designovány a ilustrovány Sugitem. Při jejich tvorbě použil popový vzhled a ilustrace Mizuki a spolupracoval na nich s editorským oddělením časopisu Šúkan Young Jump. Poté, co design prošel mnoha barevnými variacemi, se logo a obálky mangy, počínaje jejím šestým svazkem, změnily.

### Light novel
Vedlejší light novela Boku Girl: Boku no Arbeit (japonsky ボクガール ボクのアルバイト, Boku gáru: Boku no arubaito), kterou napsal Tama a ilustroval Sugito, byla vydána nakladatelstvím Šúeiša 18. září 2015.

## Přijetí
Manga Boku Girl byla pozitivně přijata kritiky. Vedla si však dobře i mezi čtenáři. Tři její svazky se umístili v týdenních japonských žebříčkách deseti nejprodávanějších mang.